# Phare de Rose Hall
Le phare de Rose Hall est un phare situé dans la Paroisse de Saint James (Comté de Cornwall), en Jamaïque.
Ce phare est géré par l'Autorité portuaire de la Jamaïque , une agence du Ministère des Transports .

## Description
Quare tour squelettique d'acier avec galerie, peinte blanche. Un closeup et une vue plus éloignée sont disponibles et Google a une vue satellite. Cette lumière marque la courbure la plus au nord du littoral de la Jamaïque. Placé(localisé) sur le terrain de golf de Colline de Cannelle à Hall de Rose, environ 25 km (15 mi) à l'est de Baie de Montego. Le site ouvert, la tour s'est fermée.
Le phare est une tour pyramidale en poutrelles métalliques de 27 m de haut, avec une galerie. Elle est peinte en blanc. Il émet, à une hauteur focale de 32 m, cinq éclats blancs toutes les trente secondes. Sa portée n'est pas connue.
Ce phare marque le point le plus au nord de l'île. Il est placé sur le terrain de golf de Cinnamon Hill à environ 25 km de Montego Bay.
Identifiant : ARLHS : JAM-006  - Amirauté : J5253 - NGA : 13776 .

## caractéristique duFeu maritime
Fréquence : 10 secondes (W)
- Lumière : 4 secondes
- Obscurité : 6 secondes

### Lien connexe
- Liste des phares à la Jamaïque